# Gary Hinton
Gary Hinton (* 29. August 1956 in Darby, Pennsylvania, USA) ist ein ehemaliger US-amerikanischer Boxer im Halbweltergewicht. Er war im Jahre 1986 vom 26. April bis zum 30. Oktober Weltmeister des Verbandes IBF.